# Ngwe-Saung

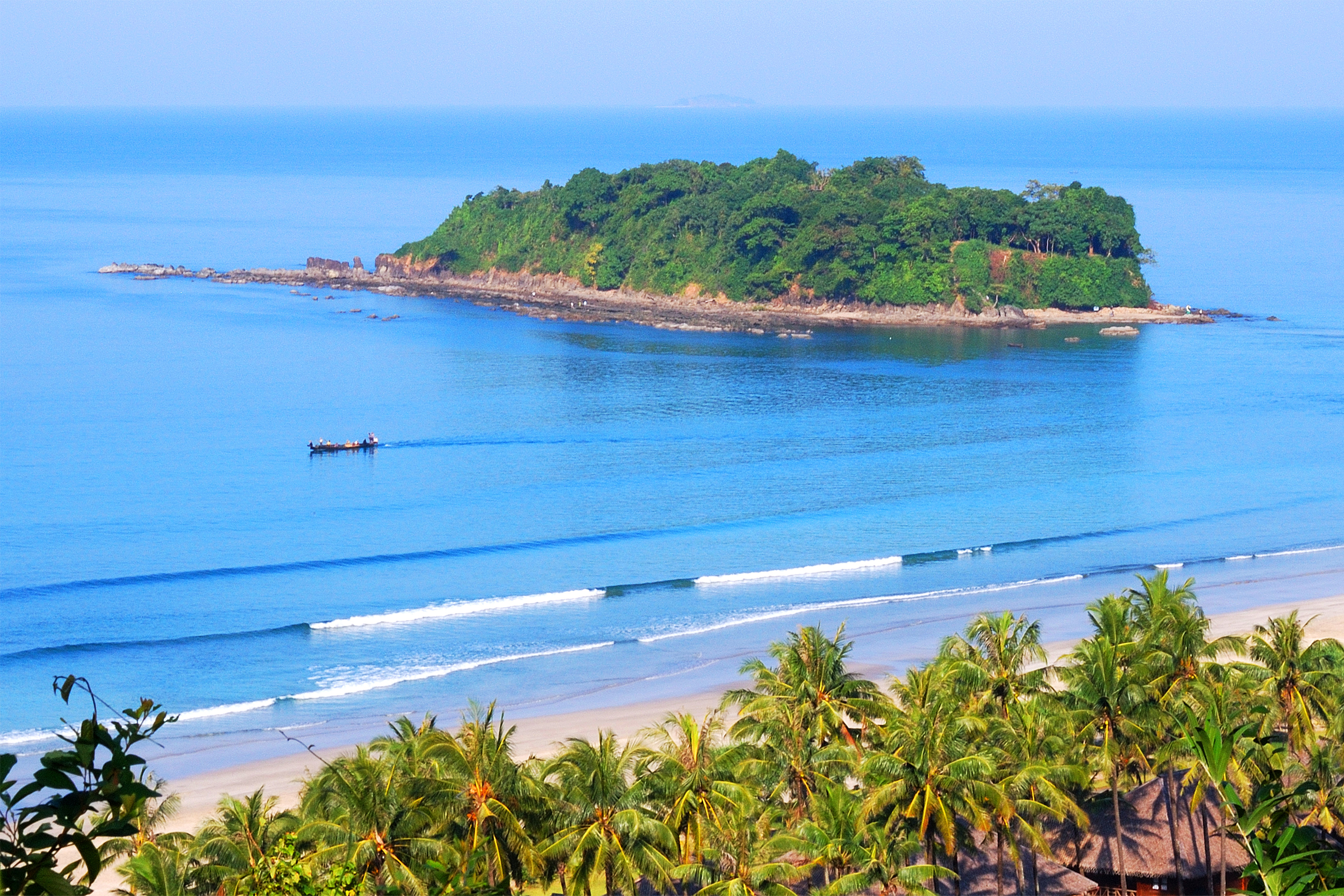
Lover-Island

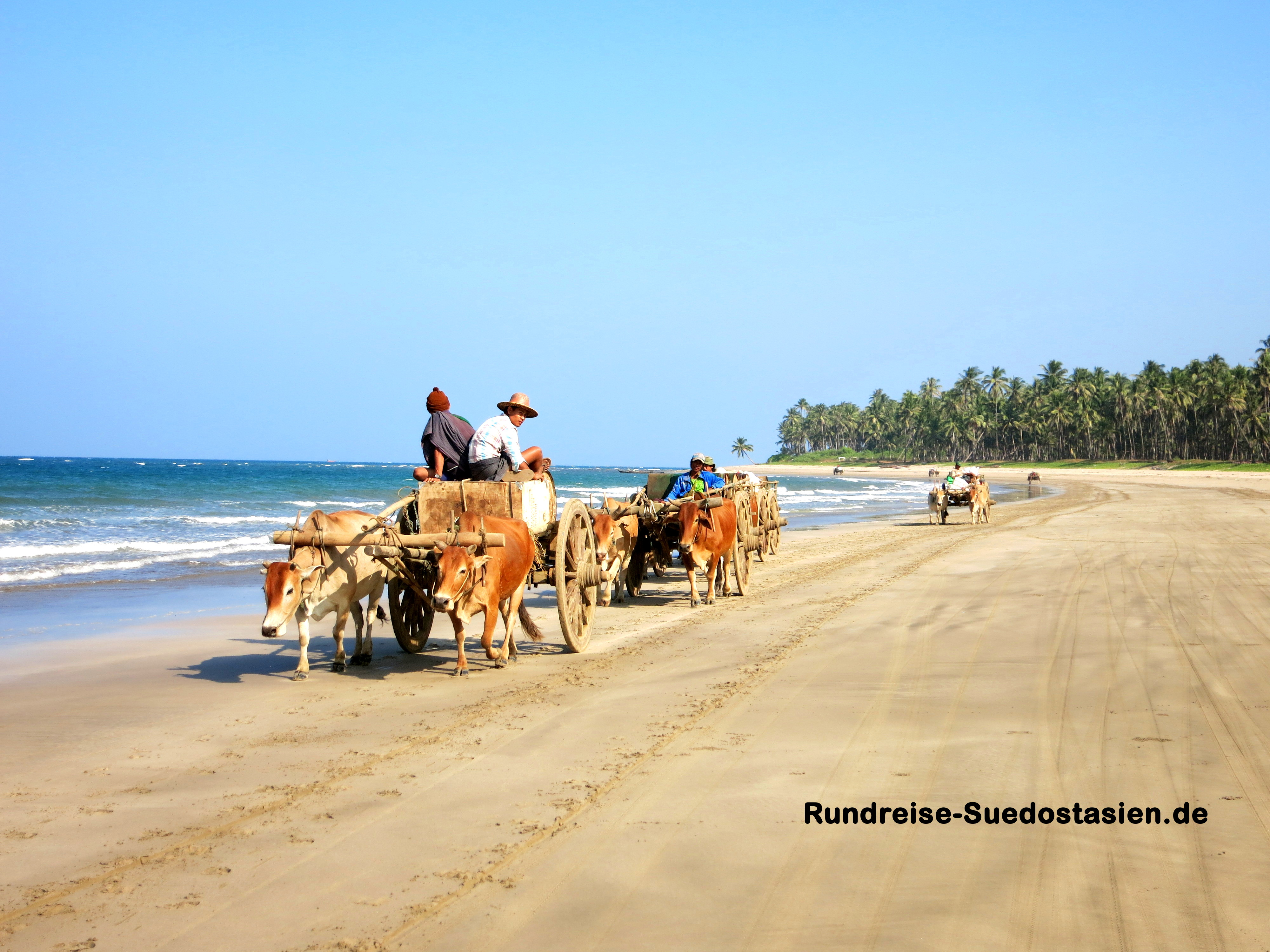
Strandstraße von Ngwe-Saung

Ngwe-Saung (Birmanisch: ငွေဆောင် [ŋwè zàʊɴ], auch Ngwesaung oder Ngwe-Saung-Beach) ist ein kleines Fischerdorf, das etwa 50 Kilometer westlich von Pathein, im Ayeyarwadydelta, in Myanmar liegt. Der Strand ist von Rangun mit dem Bus in etwa sechs Stunden erreichbar. Ngwe-Saung ist vor allem für seinen 15 Kilometer langen Sandstrand bekannt.

## Tourismus
Fast alle Hotels und Bungalows in Ngwe-Saung liegen in unmittelbarer Strandnähe. Neben ausländischen Touristen kommen auch einheimische Reisende an diesen Ort.
Im Dorf gibt es einige Restaurants und kleinere Souvenir-Shops. Als Sehenswürdigkeit gilt die kleine Insel Lover-Island, die bei Ebbe zu Fuß erreichbar ist. Immer beliebter werden auch Strandausflüge mit dem Roller oder Bootstouren zum Schnorcheln auf die nahegelegenen Bird-Islands.

## Verkehr
Hauptverkehrsmittel sind Roller und Busse. Bisher gibt es nur wenige ausgebaute Straßen, weshalb die Einheimischen vor allem den breiten Strand als Verbindungsstraße nutzen. In der unmittelbaren Umgebung von Ngwe-Saung liegen einige Fischerdörfer, die nur über den Strand zu erreichen sind. Die nächstgrößere Stadt ist das 50 Kilometer entfernte Pathein.